# Трібігільд
Трібігільд (*д/н —400) — військовий діяч Візантійської імперії.

## Життєпис
Став римським підданим за правління імператора Феодосія I (після 382 року). Отримав посаду дукса готської кінноти. Брав участь у військовому поході проти узурпатора Євгенія на Заході. Потім був на військовій службі в Аркадія, імператора Східної Римської імперії. Обіймав посаду спочатку коміта, потім хіліарха (тисяцького). Отримав з остготами право на поселення у Фригії. 399 року Трібігільд очолив повстання остготів, причиною якого послужила відмова впливового препозита Євтропія видати Трібігільду і його рідні нагороду за участь в поході проти гуннів. Змовився з магістром війська імперії Гайною, який лише робив вигляд, що воює проти Трінігільда.
Трінігільд рушив до Ликаонії, де сподівався отримати підтримку варварів, проте наштовхнувся на спроти з боку ісаврів, які вважалися ворогами імперії. Зазнавши поразок Трінігільд опинився у складній ситуації. Водночас проти нього рушив коміт Лев, який мав план знищити остготів. Але Гайна начебто надсилаючи допомогу Льву, насправді наказав знищити загін останнього. В свою чергу Трінігільд сплюндрував Памфілію, Пізідію та Фригію. За цим спільно з Гайною рушив на Константинополь, захопивши важливе місто Лампсак. За цим обстави Аркадій погодився вдовольнити більшу частину вимог Трібігільда й Гайни, стративши євнуха Євтропія та надавши готам землі у Фракії.
В подальшому діяв спільно з Гайною. Після знищення готів у Константинополі у липні 400 року, відступив до Фракії, де намагався утворити власну державу, але зустрів суцільний спротив місцевого населення. Разом з Гайною відступив до Дунаю, де готи почали війну проти гуннів. В одній з битв Трібігільд загинув.